# 박규선 (희극인)
박규선(1986년 3월 28일 ~ )은 대한민국의 개그맨 겸 배우이다.

## 학력
- 2005년 동두천정보산업고등학교 졸업
- 2010년 여주대학 방송제작연예과 졸업

## 출연작

### 영화
- 2005년 《강력3반》 - 삼겹살집 주인 역
- 2019년 《타짜:원 아이드 잭》 - 도륙덩치 역
- 2022년 《서울대작전》 - 쌍둥이 2 역

### 드라마
- 2017년 tvN 《하백의 신부 2017》 - 남수리 역
- 2013년 Mnet 《몬스타》 - 차도남 역
- 2012년 SBS 《드라마의 제왕》 - 배광수 역

### 예능
- SBS 《진실게임》
- SBS 《웃찾사 시즌 1》
- tvN 《코미디빅리그》
  - 〈개그가 아니야〉
  - 〈개깐죽〉
  - 〈B.O.B 패밀리〉
  - 〈공개수배〉
  - 〈라이또〉코미디빅리그 시즌2 우승
  - 〈까푸치노〉코미디빅리그 시즌3 우승
  - <화가 난단 말이야 1>

## 수상
- 2012년 제6회 Mnet 20's Choice 20's 개그 캐릭터상
- 경기도 청소년예술제 밴드부문 대상